# Parapiesma salsolae
Parapiesma salsolae is een wants uit de familie van de Piesmatidae (Amarantwantsen). De soort werd het eerst wetenschappelijk beschreven door Becker in 1867.

## Uiterlijk
De tamelijk langwerpig ovale wants kan kortvleugelig (brachypteer) of langvleugelig (macropteer) zijn en kan 3 tot 3.5 mm lang worden. Het halsschild en de voorvleugels hebben een netachtige structuur. De wants lijkt sterk op de twee andere in Nederland voorkomende Amarantwantsen, Parapiesma quadratum en Piesma maculatum. Door de netachtige aderstructuur op de vleugels lijken ze op het eerste oog op netwantsen (Tingidae), die hebben echter ocelli en een verlengd halsschild dat het scutellum volledig bedekt.

## Leefwijze
De soort overleeft de winter als volwassen wants en er zijn onder gunstige omstandigheden twee generaties per jaar. De volwassen wantsen kunnen van juni tot november aangetroffen worden in ziltige gebieden zoals in de duinen of op zandige akkers op loogkruid (Salsola).

## Leefgebied
De wants is in Nederland zeer zeldzaam, er zijn voornamelijk waarnemingen van Texel. De verspreiding is verder Palearctisch, van Europa, tot het Midden-Oosten, de Kaukasus, Siberië, Mongolië en China.